# Großrettbach
Großrettbach è una frazione (Ortsteil) del comune tedesco di Drei Gleichen.

### Esplicative
1. ↑  Letteralmente: «Rettbach grande», in contrapposizione alla vicina Kleinrettbach – «Rettbach piccola».

### Bibliografiche
1. ↑  (DE) Hauptsatzung der Gemeinde Drei Gleichen, § 3, Abs. 1. (PDF), su gemeinde-drei-gleichen.de.